# Pilellus rykei
Pilellus rykei är en spindeldjursart som först beskrevs av Hunter 1967.  Pilellus rykei ingår i släktet Pilellus och familjen Ologamasidae. Inga underarter finns listade i Catalogue of Life.